# Circuito Internacional de Marcha Chihuahua 2013
Circuito Internacional de Marcha Chihuahua 2013 – zawody lekkoatletyczne w chodzie sportowym, które odbyły się 23 lutego w Chihuahua. Impreza była pierwszą w cyklu IAAF Race Walking Challenge w sezonie 2013. 
Zwycięzca chodu na 50 kilometrów – Erik Tysse objął dzięki wynikowi 3:55:23 prowadzenie na listach światowych w tej konkurencji. Piąty zawodnik w chodzie na 50 kilometrów – Edwar Araya ustanowił wynikiem 4:00:31 rekord swojego kraju.

## Rezultaty

### Mężczyźni
| Konkurencja:  | 1. miejsce  | Rezultat | 2. miejsce  | Rezultat | 3. miejsce  | Rezultat |
| Chód na 20 km | Isaac Palma | 1:24:02  | Inaki Gomez | 1:24:18  | Pedro Gómez | 1:24:34  |
| Chód na 50 km | Erik Tysse  | 3:55:23  | Omar Zepeda | 3:56:24  | Omar Segura | 3:57:48  |

### Kobiety
| Konkurencja:  | 1. miejsce     | Rezultat | 2. miejsce    | Rezultat | 3. miejsce     | Rezultat |
| Chód na 20 km | Inês Henriques | 1:33:46  | Ana Cabecinha | 1:34:14  | Monica Equihua | 1:35:29  |

## Rekordy
Podczas zawodów ustanowiono 1 krajowy rekord w kategorii seniorów:
| Zawodnik    | Reprezentacja | Konkurencja           | Rezultat |
| ----------- | ------------- | --------------------- | -------- |
| Edwar Araya | Chile         | chód na 50 kilometrów | 4:00:31  |